# Johann Heinrich Gravenhorst

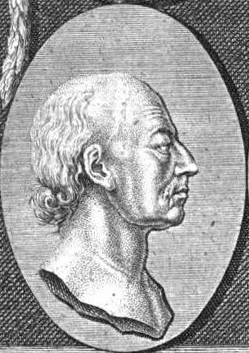
Johann Heinrich Gravenhorst

Johann Heinrich Gravenhorst (* 20. Oktober 1719 in Braunschweig; † 14. April 1781 ebenda) war ein deutscher Kaufmann und Chemiker.

## Leben und Werk
Gravenhorst war zunächst Kaufmannsdiener in Celle. Er machte sich nach Übernahme einer Brauerei selbständig, gab diese aber wieder auf. Nach mehreren Reisen gründete er mit seinem jüngeren Bruder Christoph Julius Gravenhorst (1731–1794) im Jahre 1759 (nach anderen Angaben 1761/62) die „Chemische Fabrik Gebrüder Gravenhorst“ in Braunschweig. Dazu erwarben die Brüder das Gelände des Johannishofes, eine ehemalige Besitzung der Johanniter in der Braunschweiger Innenstadt.
Neben dem Hauptprodukt „Braunschweiger Salmiak“ (ab 1762) wurden Glaubersalz (seit 1769), „Roter Braunschweiger Alaun“ (seit 1767) und die von den Brüdern erfundene grüne Maler- und Anstrichfarbe „Braunschweiger Grün“ (seit 1767), ein basisches Kupferchlorid, hergestellt und europaweit vertrieben. Nach seinem Tod wurde das Unternehmen vom jüngeren Bruder weitergeführt. In den 1820er Jahren erfolgte die Einstellung des Betriebes.
Die auf der einstmaligen Johanniter-Besitzung errichtete Gravenhorstsche Salmiakfabrik war die erste in Deutschland. Die Malerfarbe Braunschweiger Grün besaß im 18. und 19. Jahrhundert einen hohen Bekanntheitsgrad und wurde auch andernorts hergestellt.